# Herejes de Durango

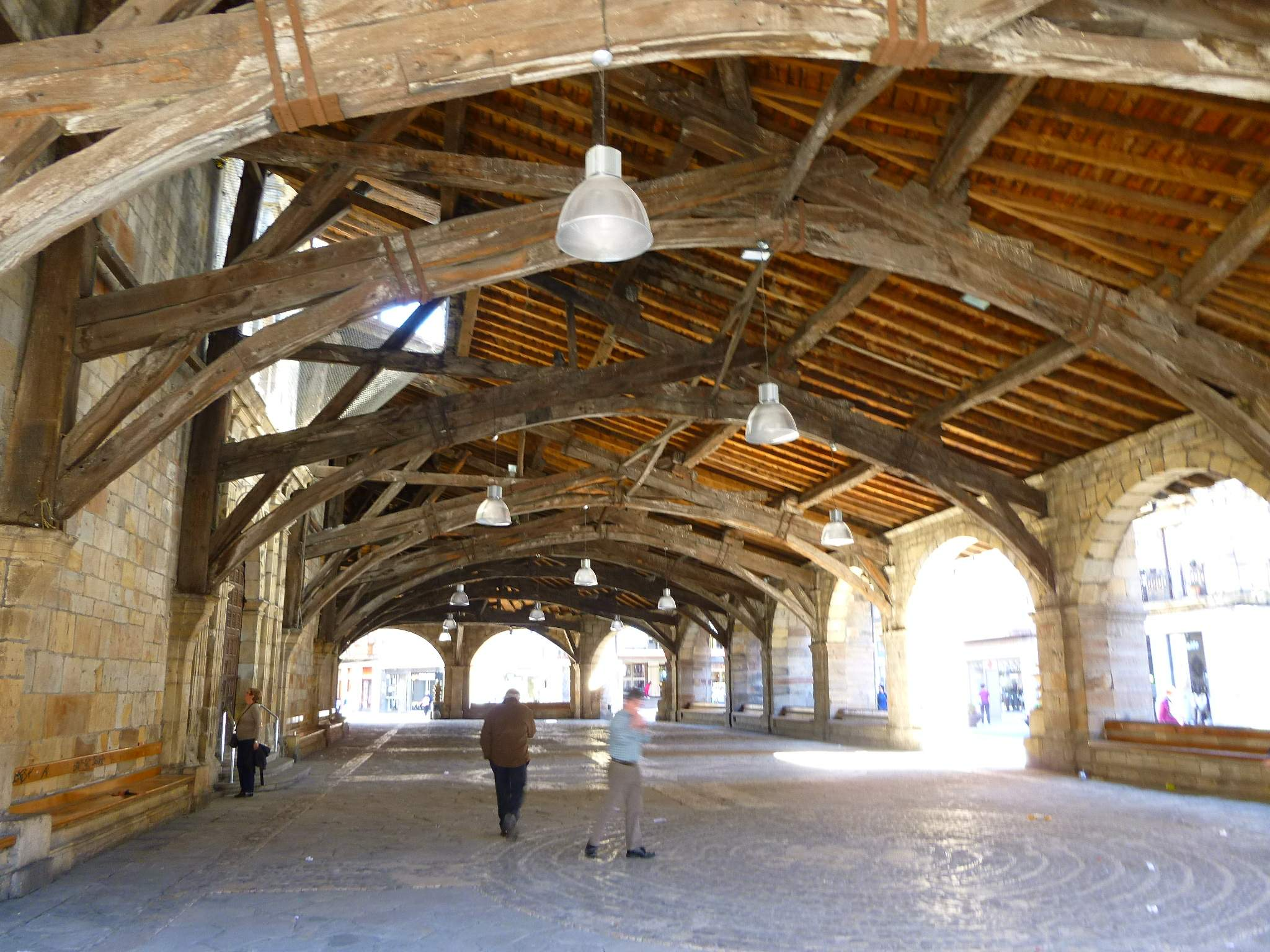
Pórtico de la iglesia de Santa María, frente al cual se quemaron en la hoguera los herejes

Se conoce como herejes de Durango a un movimiento de disidencia religiosa que tuvo lugar en el siglo XV (1442-1445) en la localidad de Durango (Vizcaya), promovido por el fraile franciscano Alonso de Mella, que tuvo gran difusión en la comarca del Duranguesado y se considera el principal antecedente de la Reforma protestante en la península ibérica.

## Contexto
En el siglo XIII, la Iglesia Católica era una potencia de primer orden en Europa: además del ámbito religioso, su presencia infiltraba todos los niveles de la economía y la política. No obstante, el comportamiento público y privado de los jerarcas de la iglesia no correspondía con el mensaje del Evangelio, y esto favoreció movimientos de disidencia internos. La iglesia absorbió algunos de esos movimientos -como los franciscanos- y reprimió duramente a otros.
La Edad Media fue un período donde la vida del pueblo llano era dura: a las continuas luchas y trabajos extenuantes, se sumaban el hambre y la peste. Algunos autores han interpretado el surgimiento de las herejías religiosas y los movimientos revolucionarios disidentes como un intento de mejorar las condiciones del pueblo sin esperar a un incierto paraíso más allá de la muerte.

## Ideología
Con similitudes a los postulados de los Fraticelli, los herejes de Durango tenían una base teológica más profunda. Ernesto García Fernández ve similitudes con la Hermandad del Espíritu Libre, las doctrinas joaquinistas y los wicliftas y husitas del final de siglo XIV. En ese sentido, los herejes de Durango se consideran, junto con los anteriores, unos de los principales antecedentes de la Reforma protestante impulsada por Martin Lutero en el siglo XVI.
Los herejes de Durango proclamaban el valor evangélico de la pobreza; la religiosidad interna, frente a los sacramentos públicos de la iglesia; la libre interpretación de la Biblia. Tuvieron una influencia evidente de Joaquín de Fiore y de Amaury de Béne (tal como la Hermandad del Espíritu Libre).
La traducción práctica de estos postulados consistió en la propiedad común "de riquezas y de mujeres" (sic) compartir, al modo comunista o socialista. Por otro lado, se promulgaba la libertad en las relaciones sexuales, a las que se daba un sentido eucarístico.
En una carta enviada al rey de Castilla, fray Alfonso se consideraba portador de la verdad revelada por Dios, pero no obstante se mostraba dispuesto al debate teológico con la iglesia católica. Ofrecimiento que no fue tenido en cuenta.
Tal como otros movimientos disidentes, los herejes de Durango pretendían extender su doctrina a todos los ámbitos de la sociedad, por medio de la lucha armada. Se cree que fray Alfonso se encontraba preparando una sublevación en el momento en que huyó.

## Los sucesos
Alfonso de Mella provenía de una noble familia de Zamora. Tras pasar algunos años en Italia (donde se cree que pudo adoptar las ideas de los fraticelli) tuvo problemas con la jerarquía católica, y fue por ello condenado a pasar algunos años en un convento de Perugia; también se le prohibió confesar y predicar. Tras pasar por el monasterio de Santa María del Poyo (Cáceres) alrededor de 1440 llegó a Durango, donde su familia poseía una casa. No obstante, no se alojó en ella sino en una posada modesta. El éxito de su doctrina fue inmediato, tanto entre los religiosos como entre los seglares de la comarca. Si bien no se conoce exactamente el número de seguidores que llegó a tener, se sabe que se contaban por cientos.
La represión comenzó alrededor de 1444. Las autoridades tuvieron dificultades para atrapar a los herejes, dado que se refugiaban en las montañas. Juan II de Castilla y la Inquisición fueron los encargados de la persecución y se dictaron más de 100 sentencias de muerte, 13 de las cuales se ejecutaron delante de la iglesia de Durango; (Kurutziaga); otras tuvieron lugar en Santo Domingo de la Calzada y Valladolid. Mella y un grupo de seguidores consiguieron huir. Primero llegaron a Santander, y luego por mar hasta el Reino de Granada. Si bien en un principio Alfonso fue bien recibido por los musulmanes, finalmente por razones que se desconocen fue condenado a muerte y ejecutado por ellos.

## Hechos posteriores
Parece que la herejía de Durango persistió unos 50 años. Tal como Diego de Valera escribe en su crónica de 1487-88 "duraron aquellos errores en tiempos del rey don Enrique (IV). E aun fasta oy se cree que en algunos dura la eregía de Durango".
Después del proceso, la inquisición permaneció en el Duranguesado largo tiempo. Los expedientes del proceso, con los detalles de los acusados y los hechos por los que se les acusaba, fueron guardados en la iglesia de Santa María donde se conservaron hasta principios del siglo XIX, en que fueron quemados ante la invasión de tropas francesas, que se suponía compartían las ideas de los herejes.
No obstante, dos documentos hallados en el siglo XX (una carta de Alfonso al rey de Castilla, y otra de  F. de Munqueta al Papa) permitieron reconstruir la ideología de fray Alfonso.